# Molí de la Canya
El Molí de la Canya és un molí fariner al municipi de Sant Martí de Riucorb (Urgell), inclòs a l'Inventari del Patrimoni Arquitectònic de Catalunya.
Està situat a la dreta del riu Corb, al peu de Maldà (l'Urgell). Sembla que deixà de funcionar per allà els anys 20, en la riuada de Santa Tecla de l'any 1874 l'aigua arribà a les golfes, refugiant-se la família Panadès a la teulada. El sostre de l'edifici (la part baixa) es de grans lloses sobre un arc apuntat, situat al mig de l'estança, si veu també les parets de la bassa i el seu cacau.